# Проскуряков, Лев Матвеевич
Лев Матвеевич Проскуряков (6 марта 1942 — 26 апреля 2014, Пермь) — советский легкоатлет, инженер, поэт и российский пропагандист здорового и активного образа жизни. Двукратный чемпион СССР по спортивной акробатике (1958 и 1959).

## Биография
Окончил Пермский авиационный техникум с отличием; Пермский политехнический институт, факультет «Авиадвигатели» с отличием; Пермский государственный университет, факультет «Повышение пропагандистского мастерства» с отличием; заочно переквалифицировался на «Жидкостные ракетные двигатели» (ЖРД-Протон).
Работал 43 года по профессии инженер ракетных двигателей.
Был разносторонним спортсменом: спортивная акробатика, марафонец, бег, фитнес. Организовал школу акробатики в СК «Молот», Пермскую школу прыгунов в воду «Пермские ласточки» в бассейне «Звезда», клуб любителей бега «БРИЗ» («Бодрость, Радость и Здоровье»), организатор краевых и городских фестивалей физкультуры и спорта «Кубок ветеранов». Занимался бальными танцами.
Вёл активную общественную деятельность в Перми, пропагандируя здоровый образ жизни.
Неоднократно появлялся в разных передачах на центральном телевидении: на телеканале «Раша Тудей», принимал участие в нескольких проектах Первого канала и ДТВ в 2012—2013 годах.
Реализовал три музыкально-поэтические постановки «России — быть!». В начале 2012 года издал сборник своих стихов «И жизнь — преодоление…». В 2014 году он готовил к выпуску второй.
В декабре 2012 года был номинирован на соискание губернаторской премии «Пермяк-2012», но из-за технических проблем премию никому и не вручили.
Лауреат и дипломант Всероссийских конкурсов чтецов, участник ежегодных фестивалей русской культуры в Ницце (Франция), актёр народного театра драмы, дипломант Фестиваля современного искусства «Живая Пермь».
Похоронен на Северном кладбище в г. Пермь, Почётный квартал № 32.

## Личная жизнь
Жена — Проскурякова Ирина Борисовна, сыновья Антон и Дмитрий, внучки и внук.